# Ralph Ineson

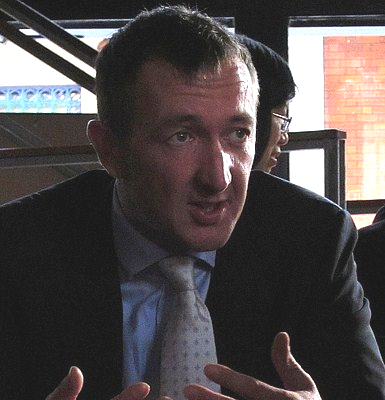
Ralph Ineson (2011)

Ralph Michael Ineson (* 5. Dezember 1969 in Leeds, England) ist ein britischer Schauspieler und Synchronsprecher. Einem breiten Publikum wurde er vor allem durch seine Rollen als Amycus Carrow in den Harry-Potter-Filmen und als Dagmer Cleftjaw in der Fernsehserie Game of Thrones bekannt.

## Leben
Ineson wuchs in Leeds als Sohn eines Beamten auf. Nach seinem Schauspielstudium arbeitete Ineson zunächst als Lehrer, bevor er eine Karriere als Schauspieler einschlug.
Er war zunächst vor allem in Gastauftritten in Fernsehsendungen zu sehen. Parallel trat er in kleineren Theaterinszenierungen auf. Die erste Rolle in einem etwas größeren Film bekam er in Der 1. Ritter an der Seite von Sean Connery. In den Jahren 1998 bis 2002 spielte er in einigen Folgen der Serie Playing the Field mit. An der Seite von Johnny Depp trat Ineson 2001 in From Hell in einer Nebenrolle auf. Es folgten längere Engagements für die Fernsehserien The Office (2001–2003) und Coronation Street (2005). 2007 war er elf Folgen der Comedyserie Suburban Shootout zu sehen. Einem größeren Publikum wurde Ineson ab dem Jahr 2009 durch seine Rolle als Todesser Amycus Carrow in den Filmen Harry Potter und der Halbblutprinz, Harry Potter und die Heiligtümer des Todes – Teil 1 und Teil 2 bekannt. 2010 erhielt er eine Nebenrolle in der Neuverfilmung von Robin Hood. Danach folgten zahlreiche Rollen in Fernsehproduktionen wie Titanic, Game of Thrones oder Prey – Die Beute.
2015 war Ineson in Robert Eggers’ Horror-Mystery-Film The Witch als William zu sehen, auch in den nachfolgenden Filmen von Eggers war er zu sehen. In der Miniserie Chernobyl (2019) übernahm er die Rolle des Generals Nikolai Tarakanow.
Aufgrund seiner sehr prägnanten, tiefen Stimme ist Ineson auch als Sprecher für Fernsehproduktionen, Radio-Features und Werbespots tätig. Außerdem lieh er im Videospiel Assassin’s Creed IV: Black Flag seine Stimme der Figur des Charles Vane.
Ineson ist seit 1993 mit Ali Ineson (gebürtige Milner) liiert und seit 2003 auch mit ihr verheiratet. Aus der Beziehung gingen ein Sohn und eine Tochter hervor. Die Familie lebt in London.

## Filmografie (Auswahl)
- 1993: Spender (Fernsehserie, 1 Folge)
- 1994: All Quiet on the Preston Front (Fernsehserie, 1 Folge)
- 1994: 99-1 (Fernsehserie, 1 Folge)
- 1994: Royce (Fernsehfilm)
- 1994: Shopping
- 1994: Syrup (Kurzfilm)
- 1995: Der 1. Ritter (First Knight)
- 1997: Shooting Fish
- 1998–2002: Playing the Field (Fernsehserie, 15 Folgen)
- 2001: From Hell
- 2001–2003: The Office (Fernsehserie, 7 Folgen)
- 2002–2011: Doctors (Fernsehserie, 2 Folgen)
- 2005: Coronation Street (Fernsehserie, 9 Folgen)
- 2007: Suburban Shootout – Die Waffen der Frauen (Suburban Shootout, Fernsehserie, 11 Folgen)
- 2008: Cass – Legend of a Hooligan (Cass)
- 2008: New Tricks – Die Krimispezialisten (New Tricks, Fernsehserie, 1Folge)
- 2009: The Damned United – Der ewige Gegner (The Damned United)
- 2009: Harry Potter und der Halbblutprinz (Harry Potter and the Half-Blood Prince)
- 2010: Robin Hood
- 2010: Another Year
- 2010: Harry Potter und die Heiligtümer des Todes – Teil 1 (Harry Potter and the Deathly Hallows: Part 1)
- 2010: Merlin – Die neuen Abenteuer (Merlin, Fernsehserie, 1 Folge)
- 2011: Harry Potter und die Heiligtümer des Todes – Teil 2 (Harry Potter and the Deathly Hallows: Part 2)
- 2011: Intruders
- 2011–2012: Case Sensitive (Fernsehserie, 4 Folgen)
- 2012: Titanic (Fernsehserie, 4 Folgen)
- 2012: Game of Thrones (Fernsehserie, 5 Folgen)
- 2013: The Selfish Giant
- 2013: Vera – Ein ganz spezieller Fall (Vera, Fernsehserie, 1 Folge)
- 2013: Scott & Bailey (Fernsehserie, 1 Folge)
- 2014: Guardians of the Galaxy
- 2014: Kingsman: The Secret Service
- 2015: Prey – Die Beute (Prey, Fernsehserie, 3 Folgen)
- 2015: The Witch (The VVitch: A New-England Folktale)
- 2016: The Huntsman & The Ice Queen (The Huntsman: Winter’s War)
- 2016: Peaky Blinders – Gangs of Birmingham (Peaky Blinders, Fernsehserie, 2 Folgen)
- 2017: Sherlock – Das letzte Problem (The Final Problem, Fernsehfilm)
- 2017: Absentia (Fernsehserie, 10 Folgen)
- 2017: Star Wars: Die letzten Jedi (Star Wars: The Last Jedi)
- 2018: The Hurricane Heist
- 2018: Ready Player One
- 2018: The Ballad of Buster Scruggs
- 2019: Chernobyl (Miniserie, 2 Folgen)
- 2019: Der dunkle Kristall: Ära des Widerstands (The Dark Crystal: Age of Resistance, Fernsehserie, 7 Folgen, Stimme)
- 2020: The Watch (Fernsehserie)
- 2020: Die fantastische Reise des Dr. Dolittle (Dolittle)
- 2020: Brahms: The Boy II
- 2020: The Accidental Medium (Fernsehserie, 6 Folgen)
- 2020: Here Are the Young Men
- 2021: Im Herzen des Dschungels (Edge of the World)
- 2021: Gunpowder Milkshake
- 2021: The Green Knight
- 2021: Everybody’s Talking About Jamie
- 2021: Macbeth (The Tragedy of Macbeth)
- 2022: The Northman
- 2022: Catherine Called Birdy
- 2022: Trigger Point (Fernsehserie, 2 Folgen)
- 2022: Willow (Fernsehserie, 3 Folgen)
- 2023: Catch the Killer
- 2023: The Pope’s Exorcist (Stimme)
- 2023: The Creator
- 2024: Das erste Omen (The First Omen)
- 2024: Nosferatu – Der Untote (Nosferatu)
- 2025: Foundation (Fernsehserie, Folge 3x01)
- 2025: The Fantastic Four: First Steps